# Stephan Körner
Pour les articles homonymes, voir Körner.
Stephan Körner, (26 septembre 1913 - 17 août 2000) est un philosophe britannique, spécialisé dans le travail de Kant, l'étude des concepts et la philosophie des mathématiques. 
Né dans une famille juive dans ce qui allait bientôt devenir la Tchécoslovaquie, Körner quitte ce pays en 1939 pour éviter une mort certaine aux mains des nazis et se réfugie au Royaume-Uni où il commence ses études de philosophie. En 1952, il est professeur de philosophie à l'Université de Bristol, prenant une deuxième chaire à Yale en 1970. Il est marié à Edith Körner et est le père du mathématicien Thomas Körner et de la biochimiste, écrivaine et traductrice Ann M. Körner.

## Jeunesse et formation
Körner est né à Ostrava, en Autriche-Hongrie, le 26 septembre 1913,. Il est le fils unique d'un professeur et de sa femme. Son père a étudié les classiques à Vienne, tout en gagnant des prix en mathématiques pour compléter ses maigres revenus. Malgré un désir précoce d'étudier la philosophie, Stephan est dissuadé par son père, qui craint que son fils ne devienne un universitaire sans le sou; il étudie donc le droit et obtient son diplôme à l'Université Charles de Prague en 1935 (il n'a pratiqué le droit que brièvement mais a conservé un vif intérêt, assistant à des séminaires à la Yale Law School après sa nomination en tant que professeur invité à Yale dans les années 1970). De 1936 à 1939, il accomplit son service militaire en tant qu'officier de cavalerie. 
Après l'arrivée des troupes allemandes dans le pays en mars 1939, un de ses camarades de classe, un officier des SS, avertit la famille juive que la vie en Moravie occupée par les Allemands n'est plus sûre. Ses parents refusent de partir, estimant qu'ils n'ont rien à craindre car ils ne sont pas communistes. Sa mère est décédée en 1941 après avoir été déportée vers le ghetto de Minsk et son père est décédé en 1939, probablement de sa propre main, lors de sa déportation vers Nisko. Sa cousine germaine Ruth Maier est l'un des nombreux autres membres de la famille décédés à Auschwitz. On se souvient d'elle comme « Anne Frank de Norvège ». Stephan voyage avec deux amis, Otto Eisner et Willi Haas, à travers la Pologne vers le Royaume-Uni, arrivant comme réfugiés au tout début de la Seconde Guerre mondiale. En Grande-Bretagne, il rejoint l'armée du gouvernement émigré tchécoslovaque; il sert avec eux pendant la bataille de France en 1940 avant de retourner en Grande-Bretagne. 
Il reçoit une petite bourse pour poursuivre ses études à l'Université de Cambridge, où il étudie la philosophie avec R.B Braithwaite au Trinity Hall ; qui reçoit entre autres les enseignements de Ludwig Wittgenstein. Le professeur Braithwaite est extrêmement gentil avec son élève réfugié. À une occasion, Braithwaite l'invite à son domicile en disant : « Quelqu'un m'a donné un salami hongrois; voudriez-vous venir chez moi et me montrer comment le manger ? » De telles invitations étaient les bienvenues puisque Stephan gagne peu d'argent et peine à se nourrir. En 1943, il est rappelé dans l'armée tchécoslovaque, servant comme sergent dans l'infanterie. Il dira plus tard qu'il a survécu aux combats à l'extérieur de Dunkerque grâce à Dickens ; récupérant à l'hôpital d'une blessure mineure, un médecin refuse de le renvoyer jusqu'à ce qu'il ait eu un autre jour pour terminer son roman. En conséquence, il rate les combats intenses le lendemain, lorsque plusieurs de ses amis proches sont tués. 

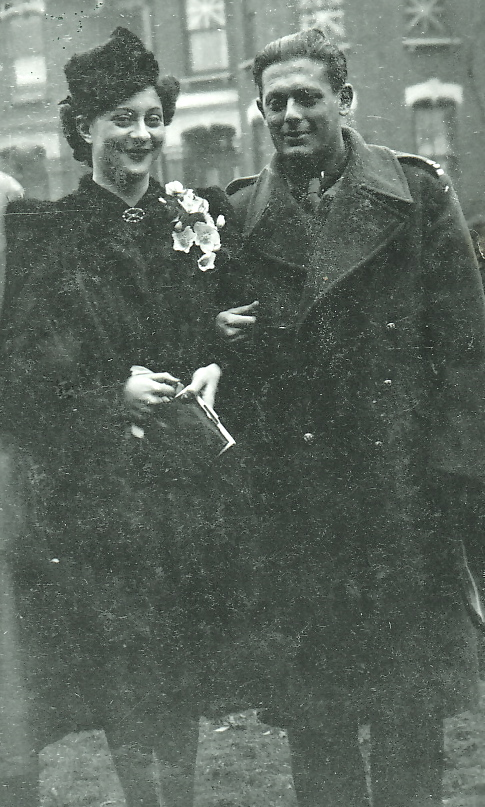
Stephan et Edith Körner le jour de leur mariage en 1944.

Il obtient son doctorat en 1944; peu de temps après, il épouse Edith Laner ("Diti"; née Edita Leah Löwy; en 1938-1939, son père change le nom de famille en Laner dans une vaine tentative pour tromper les nazis en leur faisant croire que lui et sa famille n'étaient pas juifs), une collègue réfugiée tchèque, qu'il a rencontré à Londres en 1941. Il reste dans l'armée tchécoslovaque jusqu'en 1946. 

## Carrière
Après son service militaire, il travaille à l'Université de Cardiff, en donnant des cours particuliers à des étudiants en allemand. Il prend son premier poste universitaire en 1947, où il enseigne la philosophie à l'Université de Bristol. Il travaille dix heures ou plus par jour, six jours par semaine, ce qui amène son fils à dire qu'il travaillait « en philosophie comme un homme travaille dans les mines de charbon ». En six ans, en 1952, il est nommé à la seule chaire et à la présidence de son département, qu'il occupe jusqu'en 1979. En 1965 et 1966, il est doyen de la Faculté des arts et, de 1968 à 1971, Pro-vice-chancellor (en). 
Pendant ce temps, il travaille comme professeur invité de philosophie à l'Université Brown en 1957, à l'Université Yale en 1960, à l'Université de Caroline du Nord à Chapel Hill en 1963, à l'Université du Texas à Austin en 1964 et à l'Université de l'Indiana en 1967. En 1970, il retourne à Yale avec un poste de professeur invité permanent en philosophie, qu'il occupe conjointement avec le poste de Bristol pendant neuf ans, puis comme son seul poste de 1979 à 1984. Bristol le nomme professeur émérite à sa retraite et il occupe ensuite un poste de professeur invité à l'Université de Graz de 1980 à 1989. 
Il reçoit des doctorats honorifiques de l'Université Queen's de Belfast en 1981 et de Graz en 1984, où il est nommé professeur honoraire en 1986. Bristol le nomme membre honoraire en 1987. Trinity Hall lui accorde le même honneur en 1991. 
Il est président de la British Society for the Philosophy of Science en 1965, de l'Aristotelian Society en 1967, de l'Union internationale d'histoire et de philosophie des sciences en 1969 et de la Mind Association en 1973. Il dirige la revue Ratio de 1961 à 1980. Il fait également partie du comité de rédaction d'Erkenntnis de 1974 à 1999. En 1967, il est élu membre de la British Academy. 

## Travail philosophique
En 1955, il publie ses deux premiers grands ouvrages. Kant, une introduction pour les non-spécialistes au travail d'Emmanuel Kant maintes fois rééditée qui est toujours considérée comme un classique dans le domaine. C'est l'un des premiers livres d'après-guerre à réintroduire Kant dans le monde anglophone. Le fait que dans cet ouvrage et dans les travaux ultérieurs Körner ait avancé l'opinion controversée selon laquelle les catégories de Kant s'appliquent directement à la science empirique ordinaire, a été peu remarqué par un public reconnaissant de ce travail de synthèse couvrant toute la philosophie de Kant.  
La seconde, la pensée conceptuelle, est une étude plus spécialisée, étudiant la façon dont les gens traitent les concepts "exacts" et "inexacts" - des concepts exacts, comme des constructions logiques ou des idées mathématiques, pourraient être clairement définis, tandis que des concepts inexacts, comme la couleur, auraient toujours des limites floues. En 1957, il approfondit ce sujet en éditant Observation et interprétation, un recueil d'articles issus d'un séminaire réunissant des philosophes et des physiciens pour discuter de ces questions. 
Son travail le conduit à la philosophie des mathématiques, sur laquelle il publie un manuel en 1960; Philosophie des mathématiques, qui prend comme thème central la question de savoir comment les mathématiques appliquées peuvent être métaphysiquement possibles. 
Il écrit également sur la philosophie des sciences dans Experience and Theory (1966), notamment des travaux sur l'incommensurabilité théorique, le concept selon lequel deux théories directement contradictoires - telles que la mécanique classique et la relativité - peuvent coexister, sans être spécifiquement "fausses". 
En 1969, il publie What is Philosophy?, et en 1970 Frameworks catégoriels, tente de faire valoir ses vues à un public général. Experience and Conduct, publié en 1979, explique comment nous évaluons et développons nos propres préférences et systèmes de valeurs; son dernier ouvrage, Metaphysics: Its Structure and Function (1984) était une étude de grande envergure sur la métaphysique.     

## Publications
(avril 2020).
Monographies rédigées
- 1955 : Kant
- 1955 : Pensée conceptuelle (réédition corrigée, 1959)
- 1960 : La philosophie des mathématiques, Publications de Douvres
- 1966 : Expérience et théorie, un essai de philosophie des sciences
- 1967 : Conception de la liberté de Kant Oxford University Press
- 1969 : Qu'est-ce que la philosophie? - Une réponse du philosophe. (publié plus tard sous le titre Questions fondamentales de philosophie
- 1970 : Cadres catégoriques
- 1976 : Expérience et conduite
- 1984 : La métaphysique: sa structure et sa fonction

Livres édités
- 1957 : Observation et interprétation: un symposium de philosophes et physiciens
- 1971 : Raison pratique - Documents et discussions
- 1976 : Explication - Documents et discussions
- 1976 : Philosophie de la logique - Documents et discussions (Oxford, Blackwell et California University Press)

## Voir également
- Schéma (Kant)